# Bajdaratski zaljev
Bajdaratski zaljev (rus. Байдарацкая губа, Baydaratskaya guba) je zaljev u Rusiji koji se nalazi u južnom dijelu Karskog mora između obale Polarnog Urala, sjevernog kraja Uralskog gorja i poluotoka Jamal. Dužina uvale je cca. 180 km, širina usta - 78 km, dubina - do 20 m.
Temperatura površinske vode je 5-6°C tijekom ljeta. Zimi se zaljev zaledi. Rijeke Bajdarata, Juribej, Kara i neke druge ulijevaju se u Bajdaratski zaljev.
Zaljev sadrži sljedeće veće otoke: Torasovej, Litke i Levdijev.
Gazprom je položio nekoliko plinovoda na morskom dnu preko zaljeva iz plinskih naslaga Yamala.

## Vanjske poveznice
- Breeding conditions for waders in Russian tundras in 1993 P.S. Tomkovich
- (rus.)A description of the Baydaratskaya Bay in the context of the construction of a gas pipeline